# Гольдштейн Борис Еммануїлович
Борис Емануїлович Гольдштейн, відомий як Буся Гольдштейн (25 грудня 1922, Одеса — 8 листопада 1987, Ганновер, Німеччина) — скрипаль-вундеркінд, педагог. Народився в місті Одеса. Закінчив Одеську спеціальну музичну школу ім. П. С. Столярського. Навчався в Московській державній консерваторії ім. П. І. Чайковського в класі Абрама Ілліча Ямпольського, згодом у Лева Мойсейовича Цейтліна.
Лауреат багатьох міжнародних конкурсів, серед яких Міжнародний конкурс імені Генрика Венявського у Варшаві (IV премія, 1935 рік) та Перший міжнародний конкурс імені Ежена Ізаї у Брюсселі (IV премія, 1937 рік).
«Припущення про те, ніби перед нами — банальний випадок вундеркінда, що блиснув, подібно феєрверку, в дитячі роки, а потім не виправдав покладених на нього надій, слід категорично відкинути … З роками він перетворився з диво-дитини в зрілого майстра … Причиною дискримінації, то прихованої, то явної, були зовнішні об'єктивні чинники і сили. Саме це спонукало Бориса Гольдштейна в 1974-му році, в зеніті своєї майстерності, покинути Радянську Росію і емігрувати на Захід».
Яків Сорокер «Борис Гольдштейн»

## Біографія

### Дитинство
Борис Еммануїлович Гольдштейн народився 25 грудня 1922 року в місті Одеса в сім'ї Еммануїла Абрамовича Гольдштейна, викладача загальноосвітніх предметів, та Сари Іосифівни Кигель. Батьки не мали професійної музичної освіти. Бажання дати дітям хорошу освіту було великим. Через нестачу коштів вони були змушені постійно змінювати професію: спочатку утримували приватну чоловічу гімназію, в якій разом викладали. Потім батько зайнявся вивченням бухгалтерської справи, а мати стала масажисткою.
Буся Гольдштейн в дитинстві часто хворів, але батьки все ж вирішили навчати його — як і сестру та брата — музиці. Виник задум «сімейного тріо» в складі двох скрипок та фортепіано. Вони користувались успіхом у своєму місті.
Борис Еммануїлович згадує: «Моїм раннім успіхам я в рівній мірі зобов'язаний моїй матері, як і моїм учителям».
Сестра — Генрієтта Еммануїлівна Гольдштейн (народилась в 1911 році) — обдарована піаністка, закінчила в 1931 році Московську консерваторію по класу фортепіано у Фелікса Блуменфельда. Старший брат — Михайло Еммануїлович Гольдштейн (народився в 1917 році) — видатний скрипаль, музикознавець та композитор.

### Роки навчання
Зустріч з Петром Столярським стає вирішальною для Бориса Гольдштейна.
«Я відразу відзначив у 5-річного Бусі три головних переваги — чудові пальці, прекрасний слух і відмінне відчуття ритму».
П. С. Столярський
Після цієї зустрічі розпочинається його навчання в класі Петра Столярського (впродовж чотирьох років). Вже через півроку він виступив з цілою програмою: п'єси Шарля Данкла — «Полька», «Анданте» та інші. У віці шести років він блискуче виконав «Угорську рапсодію» М. Хаузера.
Восени 1930 року сім'я Гольдштейнів переїздить до Москви. Головною ціллю є навчання дітей у столиці. Бусю Гольдштейна приймають в особливу групу обдарованих дітей при Московській консерваторії (пізніше — Центральна музична школа) в клас Абрама Ілліча Ямпольського, завідувача кафедри скрипки в Московській консерваторії, який одразу ж дає складну програму юному скрипалю — «Першу сонату для скрипки-соло» Й. С. Баха, «Moto perpetuo» Н. Паганіні та концерт Ф. Мендельсона. У віці дев'яти років він зіграв концерт Ф. Мендельсона у супроводі оркестру Московського радіо.
Ім'я Бусі Гольдштейна стало відомим у музичному суспільстві країни. Йому була видана унікальна скрипка з Державної колекції старовинних інструментів, три четвертного розміру, роботи Страдіварі.
У день свого десятиріччя — 25 грудня 1932 року — Буся Гольдштейн знову виступає з виконанням Концерту Ф. Мендельсона у Колонному залі Будинку Союзів з оркестром під керівництвом професора Григорія Гамбурга. Це виконання записується «тонфільмом».
Розпочинається підготовка до Першого Всесоюзного конкурсу музикантів-виконавців. На час проведення конкурсу йому було всього 11 років, і через вік він не міг брати участь у конкурсі, але грав «поза конкурсом» настільки яскраво, що став фаворитом цього змагання серед юних талантів. На концерті переможців був присутній Й. Сталін, який запросив Бусю Гольдштейна до своєї ложі. Постановою Ради народних комісарів він був нагороджений грошовою премією у розмірі 5 000 рублів.
Разом з участю у конкурсах, з концертними виступами продовжувалося його навчання у музичній школі, в якій він здобув загальну освіту.
З 1936 року він навчається у класі Льва Мойсейовича Цейтліна.
«Навчання у класі Л. Цейтліна я вважаю важливою віхою у моєму житті, бо він навчив мене багато чому. Лев Мойсейович постійно працював зі мною над художнім розумінням виконуваної музики, над опануванням стилями різних творів світової музичної літератури. Його постійною турботою були якість і характер звуковидобування, поряд з технічним удосконаленням. „Техніка, що звучить“ — було улюбленим його висловом.
Значно розширився у класі Л. Цейтліна й мій репертуар, а твори уже багато разів зіграні й навіть заграні, під його впливом, здобували свіжість і нові фарби — він вмів вдихнути в них нове життя», — зі слів Бориса Еммануїловича про свого викладача.
У квітні 1934 року в СРСР приїхав на гастролі великий скрипаль Яша Хейфец. Від юних скрипалів, бажаючих зіграти йому, він вимагав перш за все виконання гами до мажор, потім інших гам в одинарних і подвійних нотах. Його не задовольняло виконання гам і він відмовлявся слухати твори, підготовлені учнями. Буся Гольдштейн дізнався про жорсткі вимоги Яші Хейфеца і став ретельно готувати гами. Його старання увінчалися успіхом: протягом півгодини 12-річний віртуоз грав все, що вимагав великий скрипаль. Він визнав себе підкореним і погодився послухати всю програму Бусі Гольдштейна, яка багато в чому збігалася з програмою самого Яші Хейфеца. Потів він подарував юному скрипалю струни та скрипкове приладдя — що було в дефіциті у Радянському Союзі. Гра Бусі Гольдштейна настільки вразила Яшу Хейфеца, що він повернувся після гастролей в Москву з метою взяти юного скрипаля хоча б на один рік для продовження занять і концертних виступів. Але ця поїздка не була схвалена компетентними органами.
У 1939 році надійшло запрошення декільком видатним радянським музикантам — у тому числі і Бусі Гольдштейну — приїхати до США для виступів у рамках Всесвітньої виставки. При розгляді списку кандидатів тими ж компетентними органами його ім'я було викреслене.
За несвоєчасне складання іспиту з якихось політичних предметів Бориса Гольдштейна виключають з числа студентів Московської консерваторії. Причиною порушення графіку здачі іспитів стали концерти, які він давав протягом півтора року на базах Північного флоту під час війни. Але чиновникам не було до цього ніякого діла. Лише через п'ять років В. Шебалін був знятий з посади директора і на його місце назначений О. Свєшніков, який і поновив Бориса Гольдштейна та дав йому можливість закінчити консерваторію у 1953 році у класі професора К. Мостраса.

### Концертна діяльність та участь у конкурсах
У 1935 році був проведений Міжнародний конкурс імені Генрика Венявського — найвидатнішого польського скрипаля і композитора. З самого початку 160 скрипалів з 26 країн виявили бажання брати участь у конкурсі, з яких після відбору лише 55 були допущені до конкурсу, 15 з яких пройшли до ІІ туру. СРСР представляли двоє скрипалів: 27-річний Давид Ойстрах і 13-річний Буся Гольдштейн. Результати конкурсу: I. — Жинетта Неве (Франція), II. — Давид Ойстрах (СРСР), III. — Генрик Темянка (Англія), IV. — Буся Гольдштейн (СРСР), V. — Зерко Спіллер (Югославія), VI. — Марія-Луіза Сардо (Італія), VII. — Іда Гендель (Польща), VIII. — Хуберт Антон (Естонія), IX. — Бронислав Гімпель (Польща). Серед переможців конкурсу чи не найбільш захопливі відгуки преси дісталися Бусі Гольдштейну. На сторінках газети «Комсомольська правда» з'явилася замітка, написана Давидом Ойстрахом із заголовком «Блискуча гра Бусі Гольдштейна».
«Сьогодні виступав Буся Гольдштейн. Дивлячись на цього хлопчика зі скрипкою в руках, не віриться, що програма, яку тільки що прослухали, програма, гідна великих майстрів, виконувалася цією дитиною. Всі ці складні у технічному і музичному відношенні композиції вимагають від виконавця-скрипаля бездоганної техніки і художньої зрілості. Зал замовк в напруженій тиші і кожний номер програми сприймався з великим ентузіазмом. Виступ завершився справжнім тріумфом для мого юного товариша. Всупереч регламенту конкурсу, публіка змусила Бусю кілька разів виходити на поклін».
У 1937 році група скрипалів — Давид Ойстрах, Борис Гольдштейн, Єлизавета Гілельс, Марина Козолупова, Михайло Фіхтенгольц — поїхали в Брюссель для участі у Першому міжнародному конкурсі імені Ежена Ізаї. Із записаних 114 скрипалів грало всього 56. Умови і регламент були складнішими, ніж у Варшаві. Результати конкурсу були такими: I. — Д. Ойстрах, II. — Р. Однопосов (Австрія), III. — Є. Гілельс, IV. — Б. Гольдштейн, V. — М. Козолупова, VI. — М. Фіхтенгольц, VII. — Л. Бобеску (Румунія), VIII. — П. Макановецький (Швеція), IX. — Р. Віроваі (Угорщина), Х. — А. Рейес (Куба), ХІ. — Р. Бренгола (Італія), ХІІ. — Ж. Шампей (Франція).
У дні конкурсу, ще до оголошення результатів, до Бориса Гольдштейна звернувся директор Брюссельської філармонії Марсель Кювельє і запропонував виступити з концертом в Брюсселі, гонорар — 10 000 бельгійських франків. За тиждень квитки були розкуплені, бажаючих потрапить на концерт було так багато, що довелося поставить ще 300 стільців. Концерт, який відбувся 21 квітня 1937 року, пройшов тріумфально. У програмі були Чакона Й. С. Баха, Концерт Ф. Мендельсона, Поема Е. Шоссона, «Етюд у формі вальсу» К. Сен-Санса, «Баал-шем» Е. Блоха, Інтродукція і Тарантела П. Сарасате, «I palpiti» Н. Паганіні, до яких додалося декілька творів «на біс».
«Величезний зал був наповнений вщент, його заповнила чуттєва і уважна аудиторія, яку юний віртуоз привів у стан трепету і захвату… Королева Єлизавета була присутньою на цьому хвилюючому музичному вечорі».
П'єр д'Англь, «Dernière heure»
Після конкурсу Борис Гольдштейн з великим успіхом здійснює турне по європейських країнах, виступає у кращих концертних залах Лондона, Парижа, Берліна.
Період з 1935 по 1945 роки — від Варшавського конкурсу і до закінчення Другої світової війни — був для Бориса Еммануїловича періодом артистичного вдосконалення. Крім звичайних виступів, що проводилися професійними концертними організаціями, він давав багато так званих «шефських» (тобто безкоштовних) концертів, і в їх числі багато для військових.
У 1935 році у Ленінграді Бусю Гольдштейна слухав і захоплювався його грою великий італійський композитор і піаніст Альфредо Казелла. У 1936—1937 роках відбулося знайомство з Жаком Тібо, Альфредом Корто і Йожефом Сигеті.
Не менш активною і плодовитою було творче життя Бориса Гольдштейна у післявоєнні роки. Не знижуючи інтенсивності своєї концертної роботи та займаючись викладацькою діяльністю, він постійно розширює свій репертуар за рахунок нових творів, часто для нього ж написаних чи присвячених йому, та творів, що вже стали світовою класикою, але ще не виконаних в СРСР.
З 1941 по 1974 роки — Борис Емануїлович працював у Московській філармонії солістом. Протягом ріку відбувалося близько ста концертних виступів. Виїзд за кордон на гастролі був для нього суворо обмежений. У період з 1939 по 1974 роки відбулись лише дві закордонні поїздки — перша у 1955 році в Грецію і Болгарію, друга у 1958 році в Угорщину. Пізніше його було оголошено «невиїзним».
Якщо в довоєнні та повоєнні роки Борис Гольдштейн часто виступав у великих залах Москви, Ленінграда, Києва, Одеси, Харкова, то в останні роки перед еміграцією його концерти все частіше відбувалися у Сибіру на Далекому Сході, у містах Середньої Азії та на Кавказі. Маршрути поїздок і навіть програми концертів затверджувалися згори.
Прихована, і часом явна дискримінація, яка роками здійснювалась щодо великого скрипаля, відбилася і у такій сфері, як записи виконання. До 1960 року, протягом 25 років концертно-виконавської діяльності, він не записав жодної платівки. Неодноразові звернення до фірми «Мелодія» були безрезультатними. Лише завдяки Дмитру Шостаковичу Борис Емануїлович записав перші свої дві платівки. Часто, коли скрипаль ще проживав у Москві, з'являлися афіші та звучали його записи на радіо без зазначення імені соліста.
22 грудня 1973 року відбувся останній концерт Бориса Гольдштейна у Великому залі Московської консерваторії. З 1 листопада він разом з сім'єю переїздить до Німеччини.
Після еміграції талановитий скрипаль розпочинає активну концертну діяльність. Його концерти пройшли у Франції, Італії, Норвегії, Іспанії, Голландії, Швейцарії, Західному Берліні, Ізраїлі. Йому акомпанували Державний філармонійний оркестр Гамбурга, Оркестр NDR (Радіо Гамбурга і Ганновера), Симфонічний оркестр SWF Баден-Бадена, Симфонічний оркестр SR Саарбрюккена, Цюрихський камерний оркестр, Оркестр Романдської Швейцарії, Брюсельський симфонічний оркестр, Philharmonica Hungarica (угорський оркестр) та інші.
Дочка Бориса Еммануїловича, Юлія Манц — піаністка, в останні роки життя батька була його акомпаніатором і чудовим партнером у камерних ансамблях. Преса неодноразово відзначала ідеальну збалансованість, що встановилася між скрипалем і його донькою.
Борис Гольдштейн до останнього займався насиченою концертною діяльністю. У вересні 1982 року Борис Еммануїлович уперше у житті як член журі був запрошений на Міжнародний конкурс скрипалів імені Родольфа Ліпіцера у місто Горіцію.
Серед постійних закордонних концертних поїздок в останні роки свого життя, Борис Гольдштейн отримав запрошення також і з Ізраїлю. Саме тут і відбувся останній концерт великого скрипаля.
8 листопада 1987 року у Ганновері, після тяжкої хвороби обірвалося життя Бориса Еммануїловича Гольдштейна.

## Педагогічна діяльність
Не лише як скрипаль, а й як педагог Борис Гольдштейн не був визнаний належним чином. Як і багатьох інших, його зацікавила, при досягненні певного віку, педагогічна робота як сфера, що доповнює концертно-виконавську діяльність. Але професором Московської консерваторії йому не судилося стати, потурбувалися про те, щоб дорога для нього була закритою. Після довгорічних, часто принизливих, турбот Борис Еммануїлович отримує місце викладача в Педагогічному інституті імені Гнесіних у Москві, в якому він пропрацював 20 років. Також у цей період скрипаль навчає молодих музикантів, даючи приватні уроки.
Серед видатних учнів Бориса Гольдштейна були Захар Брон, Юрій Брагінський, Олександр Скворцов, Олександр Межибовський, Ольга Янович, Олена Клейнфельд-Кушнір, Володимир Зінскінд, Володимир Сіванков, Тетяна Гущіна, Григорій Аронов, Марія Умєрова, Ірина Добротіна-Гольдштейн, Борис Травінський та інші.
Після еміграції до Німеччини також виникла труднощі з пошуком місця роботи. При зверненні у Віденську Вищу школу музики та образотворчого мистецтва він отримав відмову.
З 1974 року Борис Гольдштейн поселився з родиною у Ганновері. У 1976 році він виграє конкурс на посаду професора Вищої музичної школи у місті Вюрцбург. Серед талановитих молодих музикантів, які під керівництвом професора Бориса Еммануїловича закінчили майстер-класи при Вищій музичній школі у Вюрцбурзі були Фолкер Буркхарт, Ференц Бабарі, Іштван Сентвалі-Гаваллер, Дагмар Ферле, Ріхард Новачек, Матіас Фішер, Маргарет Брокате, Міхаель Гуттман, Константин Стоянов.
Багато з учнів Бориса Гольдштейна стали лауреатами міжнародних конкурсів, а саме Захар Брон — лауреат Міжнародних конкурсів імені королеви Єлизавети у Брюсселі у 1971 році та імені Генрика Венявського у Познані в 1976 році, Константин Стоянов — лауреат 2-ї премії на Національному конкурсі у Кельні (Німеччина) та лауреат 2-ї премії на Міжнародному конкурсі імені Родольфо Ліпіцера у Горіції (Італія) у 1983 році, Кристоф Поппен — лауреат Міжнародного конкурсу імені Карла Флеша у Лондоні, Ольга Нодель і Клавдія Федершпілер — лауреати конкурсу імені Родольфо Ліпіцера у Горіції.
Німецька преса неодноразово відзначала факт взаємовпливу концертно-виконавської і педагогічної діяльності великого скрипаля. Критики відзначали, що, на відміну від деяких професорів музики, Борис Гольдштейн не замикається в академічній сфері, а навпаки, у ролі концертуючого скрипаля, постійно у контакті з широкою музичною громадськістю і в тому числі з учнями.
«Професор Борис Гольдштейн, на мою думку, один із найвидатніших педагогів нашого часу, оскільки, будучи одним із найбільших сучасних скрипалів, він не цурається „брудної“ роботи з учнями, якщо бачить перед собою благородну мету — випустити зі свого класу кваліфікованого скрипаля-професіонала. Сам він повністю поглинутий улюбленою справою — Музикою, і того ж він вимагає і від своїх учнів — повної, самовідданої присвяти себе Музиці».
Фолькер Буркхарт
«На відміну від деяких педагогів-теоретиків, Борис Гольдштейн — педагог-практик у найкращому сенсі цього слова. Його система базується не тільки на усних поясненнях, а й на особистому показі. На заняттях Борис Гольдштейн завжди з інструментом. Він вміє захопити увагу учня, поставити перед ним конкретне завдання і допомогти йому розв'язати його. При цьому зауваження його завжди гранично короткі та зрозумілі — учень точно знає що він від нього вимагає.
Разом з тим Борис Гольдштейн у жодному разі не педагог-„диктатор“. Навпаки — він спонукає учня проявляти ініціативу, видумку, уяву. Коли учень виявляє своє відношення до виконуваної музики, і коли це не суперечить відчуттю міри, стилю та характеру, то він із радістю санкціонує такі кроки свого вихованця. Ось чому в його класі одні і ті ж речі учні інтерпретують по різному, бо вони — нехай і зародковому стані — різні художні особистості».
Олександр Межибовський
«Борис Гольдштейн вважає, що лише музикант, який володіє широкою палітрою звукових фарб, може повноцінно розкрити сутність виконуваної музики та задум композитора. Постійне прагнення до вдосконалення якості звуку — ось, що характерно для Гольдштейна-педагога. Він закликає стежити за зчепленням смичка зі струною, щоб, як він зазвичай говорить, „звучала кожна ворсинка“. При цьому його не задовольняє ззовні красивий звук: він домагається того, щоб звук був змістовним — живим, різноманітним і відповідним до характеру виконуваної музики. Він не педагог-методист, а педагог-артист».
Володимир Зіскінд

## Особливості індивідуального виконавського стилю
Будучи спадкоємцем російської скрипкової школи, заснованої Леопольдом Ауером, Борис Гольдштейн у своєму виконанні втілив притаманні їй характерні риси, стильові особливості та естетичні ідеали, і, в той же час, збагатив, підніс її авторитет і значення. Його артистичний темперамент завжди був у рамках хорошого тону і смаку. Репертуар Бориса Еммануїловича був вільний від творів малозмістовних чи розрахованих на легко досяжний успіх, навіть на «біс» він зазвичай грав твори серйозні, такі як Романси Л. ван Бетховена, «Аве Марія» та Експромт Ф. Шуберта, Романс Р. Шумана та інші.
«Борис Гольдштейн володіє тим, що завжди відрізняє великого скрипаля — індивідуальною силою і красою звуку. У глибокому, надзвичайно співучому, багатому фарбами звуці — головна чарівність його гри».
Ізраїль Ямпольський, видатний музикознавець та публіцист

## Дискографія
- И. Альбенис (обр. Я. Хейфеца), «Севилья». Партия фортепиано Э. Селькина. «Мелодия».
- А. Аренский (обр. Я. Хейфеца), «В темпе вальса». Партия фортепиано Э. Селькина. «Мелодия».
- И. С. Бах, Ария из Кантаты № 143. И. Козловский (тенор), А. Гедике (орган), Б. Гольдштейн (скрипка). Апрелевский завод.
- И. С. Бах, Концерт для 2-х скрипок и камерного оркестра, Л. Цейтлин и Б. Гольдштейн. Тонфильм.
- И. С. Бах, Концерт № 2 для скрипки и камерного оркестра. Оркестр Московской консерватории, дир. М. Тэриан. «Мелодия».
- И. С. Бах, Партита для скрипки-соло ре-минор. Фоновая запись Всесоюзного радио, Москва.
- И. С. Бах, Соната для скрипки-соло до-мажор. Фоновая запись Всесоюзного радио, Москва.
- М. Балакирев (обр. К. Мостраса), Полька. Партия фортепиано Э. Селькина. «Мелодия».
- Л. ван Бетховен (обр. Я. Хейфеца), Контраданс. Партия фортепиано Э. Селькина. «Мелодия».
- Л. ван Бетховен, Соната № 5 для скрипки и фортепиано. Партия фортепиано Э. Селькина. «Мелодия».
- Э. Блох, Соната № 1 для скрипки и фортепиано. Партия фортепиано Э. Селькина. «Мелодия».
- Й. Брамс, Концерт для скрипки с оркестром. Симфонический оркестр Аахена (ФРГ), дир. Г. Хмура. Запись на пленку.
- Й. Брамс, Соната № 1 для скрипки и фортепиано. Партия фортепиано Э. Селькина. Фоновая запись Всесоюзного радио, Москва.
- Й. Брамс, Соната № 3 для скрипки и фортепиано. Партия фортепиано Э. Селькина. Фоновая запись Всесоюзного радио, Москва.
- Г. Венявский, Концерт № 1 для скрипки с оркестром. Симфонический оркестр Всесоюзного радио, дир. К. Кондрашин. Фоновая запись Всесоюзного радио, Москва.
- Г. Венявский, Концерт № 1 для скрипки с оркестром. Симфонический оркестр Гамбурга, дир. Ю. Аронович. Запись на пленку.
- Т. А. Витали (обр. Л. Шарлье), Чакона. Партия фортепиано В. Петрушанский. Фоновая запись Всесоюзного радио, Москва.
- Т. А. Витали, Чакона для скрипки и органа. Партия органа К. Кюиль. «Christophorus».
- В. Владигеров, «Хоро». Партия фортепиано Э. Селькина. «Мелодия».
- Й. Гайдн (обр. Я. Хейфеца), Адажио и Престо. Партия фортепиано Э. Селькина. «Мелодия».
- Г. Ф. Гендель (обр. К. Флеша), «Молитва». Партия фортепиано Э. Селькина. «Мелодия».
- Дж. Гершвин (обр. Я. Хейфеца), два отрывка из оперы «Порги и Бесс». Партия фортепиано Э. Селькина. «Мелодия».
- Й. Гиббс, Соната для скрипки и органа. Партия органа К. Кюиль. «Christophorus».
- М. Глинка, «Листок из альбома». Партия фортепиано Э. Селькина. «Мелодия».
- Р. Глиэр, Концерт для скрипки с оркестром. Симфонический оркестр Московской филармонии, дир. В. Есипов. «Мелодия».
- Х. В. Глюк (обр. Ф. Крейслера), Мелодия. Партия фортепиано Э. Селькина. «Мелодия».
- Э. Григ, Соната № 2 для скрипки и фортепиано. Партия фортепиано Я. Флиер. Фоновая запись Всесоюзного радио, Москва.
- А. Дворжак, Славянский танец № 2. Партия фортепиано В. Петрушанский. Фоновая запись Всесоюзного радио, Москва.
- К. Дебюсси (обр. Я. Хейфеца), «Кукольный кэк-уок». Партия фортепиано Э. Селькина. «Мелодия».
- К. Дебюсси (обр. Я. Хейфеца), «Послеполуденный отдых фавна». Партия фортепиано Э. Селькина. «Мелодия».
- К. Дебюсси (обр. Я. Хейфеца), «Шевелюра». Партия фортепиано Э. Селькина. «Мелодия».
- Ю. Конюс, Концерт для скрипки с оркестром. Симфонический оркестр Московской филармонии, дир. Г. Рождественский. «Мелодия».
- Ф. Лист, Дуэт (Соната) скрипки и фортепиано. Партия фортепиано А. Каплан. «Мелодия».
- Г. Литинский, Соната для скрипки и виолончели. Партия виолончели Л. Евграфов. Фоновая запись Всесоюзного радио, Москва.
- Н. Лысенко, Терцет для двух скрипок и альта. Г. Баринова (скрипка), Б. Гольдштейн (скрипка), Р. Баршай (альт). Ташкентский завод граммпласинок.
- А. Лядов (обр. К. Мостраса), Сарабанда. Партия фортепиано Э. Селькина. «Мелодия».
- Ф. Мендельсон-Бартольди, Концерт ре-минор для скрипки с оркестром. Камерный оркестр Московской консерватории, дир. М. Тэриан. «Мелодия».
- Ф. Мендельсон-Бартольди, Концерт ми-минор для скрипки с оркестром. Симфонический оркестр Всесоюзного радио, дир. Г. Гамбург. Тонфильм.
- Ф. Мендельсон-Бартольди, Концерт ми-минор для скрипки с оркестром. Оркестр Большого театра СССР, дир. А. Орлов. Пластинка 1938 г. Без выходных данных.
- Д. Мийо (обр. Я. Хейфеца), «Бразилейра». Партия фортепиано Э. Селькина. «Мелодия».
- В. А. Моцарт, Соната № 16 для скрипки и фортепиано. Партия фортепиано Я. Флиер. Фоновая запись Всесоюзного радио, Москва.
- М. Мусоргский (обр. С. Рахманинова), «Гопак». Партия фортепиано Э. Селькина. «Мелодия».
- Ю. Обьедов, «Песня на лодке» для двух скрипок и фортепиано. Б. и М. Гольдштейн (скрипки), партия фортепиано автор. Фоновая запись Всесоюзного радио, Москва.
- А. Онеггер, Соната № 1 для скрипки и фортепиано. Партия фортепиано Э. Селькина. «Мелодия».
- Д. Поппер (обр. Л. Ауэра), «Прялка». Партия фортепиано Г. Гольдштейн. Пластинка 1931 г. без выходных данных.
- Ф. Пуленк, Соната для скрипки и фортепиано. Партия фортепиано Т. Меркулова. «Мелодия».
- С. Прокофьев, Концерт № 2 для скрипки с оркестром. Симфонический оркестр Всесоюзного радио, дир. автор. Тонфильм.
- С. Прокофьев, Концерт № 2 для скрипки с оркестром. Гамбургский оркестр радио, дир. Ю. Аронович. Запись на пленке.
- С. Прокофьев (обр. Я. Хейфеца), Гавот. Партия фортепиано Э. Селькина. «Мелодия».
- М. Равель, рапсодия «Цыганка». Партия фортепиано Э. Селькина. Запись Московского телевидения.
- М. Равель, «Форлана». Партия фортепиано Э. Селькина. Фоновая запись Всесоюзного радио, Москва.
- А. Рзаев, Соната для скрипки и фортепиано. Партия фортепиано А. Каплан. Фоновая запись Всесоюзного радио, Москва.
- С. Рахманинов (обр. Я. Хейфеца), три пьесы — Прелюдия, Восточный эскиз и «Маргаритки». Партия фортепиано Э. Селькина. «Мелодия».
- П. Сарасате, Интродукция и Тарантелла. Телевидение города Людвигсхафен (ФРГ).
- Ю. Свенсен, Романс. Телевидение города Людвигсхафен (ФРГ).
- А. Скрябин (обр. А. Могилевского), Ноктюрн. Партия фортепиано Э. Селькина. «Мелодия».
- Б. Сметана, два дуэта из цикла «Моя Родина». Партия фортепиано В. Петрушанский. Фоновая запись Всесоюзного радио, Москва.
- И. Стравинский, Дивертисмент из балета «Поцелуй Феи». Партия фортепиано Э. Селькина. «Мелодия».
- О. Фельцман, Концерт для скрипки с оркестром. Государственный симфонический оркестр СССР, дир. Н. Рахлин. «Мелодия».
- Г. Фрид, Концертная фантазия. Партия фортепиано Э. Селькина. Фоновая запись Всесоюзного радио, Москва.
- Г. Фрид, Соната для скрипки и фортепиано. Партия фортепиано Э. Селькина. Фоновая запись Всесоюзного радио, Москва.
- Б. Хуммель, «Диалоги» для скрипки и органа. Партия органа К. Кюиль. «Christophorus».
- П. Чайковский (обр. Б. Кутцена), Русский танец. Партия фортепиано Э. Селькина. «Мелодия».
- П. Чайковский, «Сентиментальный вальс». Партия фортепиано Н. Вальтер. «Мелодия».
- М. Чулаки, Песня. Партия фортепиано Э. Селькина. Фоновая запись Всесоюзного радио, Москва.
- К. Шиманоский, Соната для скрипки и фортепиано. Партия фортепиано Э. Селькина. «Мелодия».
- Ф. Шопен (обр. В. Бурместера), Этюд. Партия фортепиано Г. Гольдштейн. Пластинка 1931 г. без выходных данных.
- Э. Шоссон, Поэма. Партия фортепиано Э. Селькина. Запись Московского телевидения.
- Р. Штраус, Соната для скрипки и фортепиано. Партия фортепиано Э. Селькина. Фоновая запись Всесоюзного радио, Москва.
- Р. Шуман, Соната № 3 для скрипки и фортепиано. Партия фортепиано А. Каплан. «Мелодия».
- Р. Шуман, три фантастические пьесы. Партия фортепиано А. Каплан. «Мелодия».
- Р. Шуман, Трио. Партия фортепиано Я. Флиер, пртия виолончели Я. Слободкин. Фоновая запись Всесоюзного радио, Москва.
- Э. Элгар, Соната для скрипки и фортепиано. Партия фортепиано Э. Селькина. Фоновая запись Всесоюзного радио, Москва.